# Exposition des produits de la République
Exposition des produits de la République est un vaudeville en 3 actes et 5 tableaux d'Eugène Labiche, écrit en collaboration avec Dumanoir et Louis Clairville et représenté pour la première fois à Paris au Théâtre du Palais-Royal le 20 juin 1849.

## Distribution lors de la première
- Gobchester, Anglais : Levassor
- La Papillonne : Scriwaneck
- Un gamin : Aline Duval
- Une lorette : Mme Dupuis
- L'Assemblée Constituante : Mlle Juliette Pélissier
- L'Assemblée Législative : Mlle Pauline
- Le Père Suffrage Universel : Leménil
- Jeanne Bédouin : Mme Leménil
- Un bousingot : Grassot
- Florence : Mlle Juliette Pélissier
- La Hongrie : Mme Leménil
- Naples :  Mlle Azimont
- Palerme : Mme Dupuis
- Venise : Mlle Pauline
- Rome : Aline Duval
- Balourdeau, garçon de ferme : Hyacinthe
- Bobèche : M. Lemeunier
- Un socialiste : Grassot
- Un sergent de ville : M. Ferdinand

## Publication
L'édition imprimée de la pièce (44 pages, format in-12) a été publiée chez Michel-Lévy frères, en 1849.